# Ênfase
Entende-se por ênfase a propriedade de destaque de certas palavras, expressões ou ideias em uma determinada frase, em um determinado texto. Essa propriedade pode ser aplicada por meio de estruturas gramaticais, sintáticas ou semânticas, cuja estruturação varia de idioma para idioma. Uma forma prática de enfatizar certas palavras na fala é pronunciá-las de um modo mais intenso, usando a entonação da voz.

## Estruturas de ênfase
Elas variam de um idioma para outro, pois depende das características intrínsecas do idioma do texto onde são aplicadas. Porém, há muitas formas de enfatizar ideias:
- entonação;
- uso de pronomes ou outras palavras gramaticais;
- uso de superlativos, aumentativos ou diminutivos;
- repetição de palavras;
- repetição/ reiteração de ideias;
- posição dos diversos termos sintáticos na frase;
- etc.